# Pierre Chabrié
Pour les articles homonymes, voir Chabrié.
Ne doit pas être confondu avec Pierre Chabrier.
Pierre Chabrié est un homme politique français né le 15 février 1823 à Combebonnet (Lot-et-Garonne) et décédé le 19 juin 1899 à Brassac (Tarn-et-Garonne).

## Biographie
Avocat à Moissac, il est un opposant au Second Empire. Maire de Moissac, il est député de Tarn-et-Garonne de 1876 à 1877, de 1881 à 1885 et de 1889 à 1893, siégeant à gauche. Il est l'un des 363 qui refusent la confiance au gouvernement de Broglie, le 16 mai 1877. Son fils, Adrien Chabrié, lui succède comme député.

### Sources
- « Pierre Chabrié », dans Adolphe Robert et Gaston Cougny, Dictionnaire des parlementaires français, Edgar Bourloton, 1889-1891 [détail de l’édition]
- « Pierre Chabrié », dans le Dictionnaire des parlementaires français (1889-1940), sous la direction de Jean Jolly, PUF, 1960 [détail de l’édition]
- Ressource relative à la vie publique :   - Base Sycomore